# منطق ضبابي
المنطق الضبابي أو العائم أو الغيمي (بالإنجليزية: Fuzzy Logic)، هو توسيع وامتداد لمفهوم المنطق القديم.

## تعريف وبدايات
منطق الغموض هو أحد أشكال المنطق، يستخدم في بعض الأنظمة الخبيرة وتطبيقات الذكاء الاصطناعي، نشأ هذا المنطق عام 1965 على يد العالم الأذربيجاني الأصل «لطفي زادة» من جامعة كاليفورنيا حيث طوّره ليستخدمه كطريقة أفضل لمعالجة البيانات، لكن نظريته لم تلق اهتماماً حتى عام 1974 حيث استخدم منطق الغموض في تنظيم محرك بخاري، ثم تطورت تطبيقاته حتى وصلت لتصنيع شريحة منطق ضبابي والتي استعملت في العديد من المنتجات كآلات التصوير.
هناك العديد من الدوافع التي دفعت العلماء إلى تطوير علم المنطق الضبابي فمع تطور الحاسوب والبرمجيات نشأت الرغبة في اختراع أو برمجة أنظمة يمكنها التعامل مع المعلومات الغير الدقيقة على غرار الإنسان لكن هذا ولد مشكلة حيث أن الحاسوب لا يمكنه التعامل إلا مع معطيات دقيقة ومحددة. وقد نتج عن هذا التوجه ما يعرف بالأنظمة الخبيرة أو الذكاء الاصطناعي ويعتبر علم المنطق الضبابي أحد النظريات التي يمكن من خلالها بناء مثل هذه الأنظمة.

## المفهوم العام
منطق الضباب بالمعنى الواسع هو منظومة منطقية تقوم على تعميم للمنطق التقليدي ثنائي القيم، وذلك للاستدلال في ظروف غير مؤكدة. وبالمعنى الضيق فهو نظريات وتقنيات تستخدم المجموعات الضبابية التي هي مجموعات بلا حدود قاطعة. يمثل هذا المنطق طريقة سهلة لتوصيف وتمثيل الخبرة البشرية، كما أنه يقدم الحلول العملية للمشاكل الواقعية، وهي حلول بتكلفة فعالة ومعقولة، بالمقارنة مع الحلول الأخرى التي تقدم التقنيات الأخرى.

## المفاهيم والمفردات الأساسية في علم المنطق الضبابي

### المجموعة التقليدية والمجموعة الضبابية

#### المجموعة التقليدية
في المجموعة الكلاسيكية أو التقليدية يمكن لعنصر ما إما أن ينتمي للمجموعة وإما أنه لا ينتمي لها بتاتا. فلنعتبر مثلا المجموعة A ومجموعة U. إذا قمنا بتعريف الدالة {\displaystyle \mu _{A}} التي تعطي لكل عنصر من عناصر المجموعة U درجة انتمائه إلى المجموعة A ، وذلك عبر إعطائها الرقم 1 في صورة انتماء العنصر للمجموعة أي {\displaystyle \mu _{A}(x)=1} إذا كان عنصر المجموعة U أي العنصر x ينتمي للمجموعة A. أما إذا كان العنصر x لا ينتمي لـ A فإن الدالة {\displaystyle \mu _{A}} تعطيه الرقم 0 أي {\displaystyle \mu _{A}(x)=0} وعلى ذلك فإنه يمكن التعبير عالي الدالة {\displaystyle \mu _{A}} كالآتي:

{\displaystyle \mu _{A}:U\rightarrow \left\{0,1\right\}}

{\displaystyle x\mapsto \mu _{A}(x)}

#### المجموعة الضبابية
في المجموعة الضبابية يمكن لعنصر ما أن يكون منتمي إلى حد معين للمجموعة. لنأخذ مثالا: لنعتبر المجموعة A مجموعة درجات الحرارة التي تصنف كباردة (باردة بالنسبة للإنسان) ولنعتبر المجموعة U هي كل درجات الحرارة التي يمكن أن توجد في الكون مثلا ولنأخذ من المجموعة U العنصر x=-100 هذه درجة حرارة باردة جدا ولذلك فهي تنتمي تماما للمجموعة A أي {\displaystyle \mu _{A}(x)=1} أما إذا أخذنا درجة x=+500 فإن هذه الدرجة من الحرارة حارة جدا ولذلك العنصر x لا ينتمي أبدا إلى A. إلى الآن لم نخرج عن استعمالات المنطق الكلاسيكي أو التقليدي كما هو مبين أعلاه ولكن لنأخذ الآن درجة الحرارة 12 درجة أي x=12. في المنطق التقليدي ليس لدينا إلا احتمالين إما أن x ينتمي أو أنه لا ينتمي ل A. في المنطق الضبابي يمكن أن نقول أن x ينتمي مثلا إلى درجة 50% إلى A أي أن درجة حرارة 12 درجة هي نصف باردة نصف معتدلة مثلا أي {\displaystyle \mu _{A}(x)=0.5} وهنا نرى الاختلاف في تعريف الدالة {\displaystyle \mu _{A}} حيث تعرف رياضيا كالآتي:

{\displaystyle \mu _{A}:U\rightarrow \left[0\ 1\right]}

{\displaystyle x\mapsto \mu _{A}(x)}

حيث يمكن للدالة أن تعطي نتائج بين 0 و1 على عكس الأمر في المنطق الكلاسيكي حيث لا تعطي الدالة إلا رقم 1 أو رقم صفر

### العمليات على المجموعات الضبابية
هناك العديد من العمليات التي يمكن إجرائها على المجموعات الكلاسيكية منها:
- التقاطع ويرمز للعملية ب {\displaystyle \bigcap } أو {\displaystyle \wedge }
- الدمج ويرمز للعملية ب {\displaystyle \bigcup } أو {\displaystyle \vee }
- العكس ويرمز للعملية ب {\displaystyle \neg A} أو {\displaystyle {\overline {A}}}

في المجموعات الضبابية أو المنطق الضبابي يمكن استعمال هذه العمليات أيضا ولكن دعنا ندرس كيفية القيام بهذه العمليات في المنطق الكلاسيكي ونقارنها بالعملية في المنطق الضبابي.
العكس

لنأخذ مثلا عملية العكس أي {\displaystyle \neg A} أو {\displaystyle {\overline {A}}} حيث A هي مجموعة الدرجات المعتدلة وB هي {\displaystyle \neg A} أي درجات الحرارة الغير معتدلة فماهي العلاقة بين دالة الانتماء {\displaystyle \mu _{A}} و{\displaystyle \mu _{B}} العلاقة موضحة في الصورة أسفله
حيث في المنطق الكلاسيكي يجب مثلا على درجة حراة معتدلة أن تنتمي كليا لـ A وفي نفس الوقت لا تنتمي بتاتا ل B أي مثلا درجة الحرارة المعتدلة 20 يجب أن تكون تخضع للعلاقة {\displaystyle \mu _{A}(20)=1} وفي نفس الوقت {\displaystyle \mu _{B}(20)=0} وهذا تجسيد للمنطق الكلاسيكي حيث درجة الحراة 20 إما أن تحسب على المجموعة المعتدلة أو غير المعتدلة وليس من الممكن أن تكون 20 درجة في نفس الوقت معتدلة وغير معتدلة. هذا يمكن تحقيقه إذا كانت دالة الانتماء
{\displaystyle \mu _{B}=1-\mu _{A}} وتكون كما هي مبيتة في الرسم أعلاه. يجدر الإشارة إلى أن هذه ليست إلا إمكانية تحقيق فكرة العكس في المنطق ويمكن طبعا استعمال عمليات أخرى عوض عملية الطرح إذا كانت تؤدي نفس المعنى إلا أن استعمال عملية الطرح للقيام بالعكس هي الأكثر شيوعا ويمكن استعمال عملية الطرح في المنطق الضبابي أيضا.
التقاطع

يمكن تعريف عملية التقاطع في المنطق الضبابي وفي المنطق الكلاسيكي على حد السواء كما هو الحال لعملية العكس أي باستعمال عمليات رياضية على دالات الانتماء {\displaystyle \mu } ولكن في التقاطع عوض استعمال عملية الطرح عادة ما تستعمل عملية min
الدمج

يمكن تعريف عملية الدمج في المنطق الضبابي وفي المنطق الكلاسيكي على حد السواء كما هو الحال لعملية العكس أي باستعمال عمليات رياضية على دالات الانتماء {\displaystyle \mu } ولكن في الدمج عوض استعمال عملية الطرح عادة ما تستعمل عملية max

## تطبيقات

### الذكاء الاصطناعي
يستخدم المنطق الضبابى في تصميم وتحليل بعض الشبكات العصبية الاصطناعية.

### تحكم عملياتى
التحكم العملياتى هو في الإنجليزية process control ويتعلق أيضا بالتحكم الآلى automatic control. وتتضمن معظم التطبيقات التحكم في المتغيرات الحركية (الميكانيكية) للآلة بناء على المدخلات الآتية من المستشعرات البيئية. بعض التطبيقات كما يلى:
- آلات تصوير الفيديو: استشعار حركة الأشياء التي تقوم الكاميرا بتصويرها وأيضا أي اهتزاز من قبل الكاميرا.
- السيارات: توفير إمكانية التحكم في السرعة cruise control حيث تقوم دائرة المنطق الضبابى بحساب التسارع والتحكم في أثر حقن المزيد من الوقود أو تشغيل الفرامل.
- تكييف الهواء: القيام بتخفيض الحرارة تدريجيا حتى الوصول إلى المستوى المراد.
- غلايات السفن: مراقبة درجة الحرارة والضغط والمحتوى الكميائي للمحافظة على الاستقرار.
- الغسالات: مراقبة الحِمل نوعية الأنسجة وكمية المنظف لتحقيق الأمثلية optimize the cycle في دورة الغسل.

## مبدأ المنطق الضبابي
القاعدة الأساسية:
المنطق الضبابي هو أحد أشكال الغموض والذي حير العلماء ولكن ليس من الضروري الآن الشرح الكامل للمنطق الضبابي وإنما نكتفي بتعريفه وتبيين استعمالاته
في عام 1965 اكتشف لطفي زادة المنطق الضبابي عندما كان يعمل في جامعة كاليفورنيا حيث لاحظ أن الصح والخطأ لا تكفي من أجل تمثيل كافة الأشكال المنطقية وخاصة المشاكل التي تواجهنا حاليا.
فالمنطق الكلاسيكي يعتمد على 0 أو 1 فقط وهذا ما يعتمد عليه الكثير من العلاقات في حين توجد علاقات أخرى يكون فيها الموضع الذي فيها يمكن اعتباره صحيح جزئيا أو خاطئ جزئيا في نفس الوقت.
وبشكل عام نقول أن: (n) =1 fѕ عندما n Є S، (n) = 0 fѕ عندما xلا تنتمي إلى S.
و هذا ما هو موضح بالشكل حيث أن تغير صغير في قيمة X تجعلها تتغير من set1 إلى set 2
بينما المنطق الضبابي يصف لنا علاقة التابع بشكل أشمل وأعم من ذلك حيث أن الحالة يمكن أن تكون حالة وسط بين الحالتين المألوفتين كما في العلاقة التالية:
ففي المنطق الضبابي يكون الانتقال بين الوضعين بشكل تدريجي لذلك يمكن في هذه المرحلة أن نعتبر الوضع يأخذ كلا الحالتين معا حيث أن تغير صغير في قيمة الدخل يسبب زيادة في التغير وليس تغيرا تاماً.

## المعالجة
إن نظام معالجة المنطق الضبابي يدمج داخل ما يسمى وحدة استنتاج ضبابية
FIU (fuzzy inferencing unit)
تضم هذه الوحدة ثلاث وحدات أساسية للمعالجة هي:
الوحدة الأولى: تضم نظام الإدخال والإخراج.
الوحدة الثانية: التزويد من قبل المستخدمين.
الوحدة الثالثة: تقوم بمعالجة القاعدة المعطاة.

## طريقة المعالجة
يوجد الكثير من التوابع في المنطق الضبابي ونذكر مثالا عليها الشكل التالي:

## العمليات على المجموعات الضبابية
هناك العديد من العمليات التي يمكن إجرائها على المجموعات الكلاسيكية منها:
•	التقاطع ويرمز للعملية ب أو
•	الدمج ويرمز للعملية ب أو
•	العكس ويرمز للعملية ب

## تطبيقات المنطق الضبابي
الذكاء الاصطناعي
يستخدم المنطق الضبابى في تصميم وتحليل بعض الشبكات العصبية الاصطناعية.

### التحكم العملياتي
التحكم العملياتي ويتعلق أيضا بالتحكم الآلي automatic control. وتتضمن معظم التطبيفات التحكم في المتغيرات الحركية (الميكانيكية) للآلة بناء على المدخلات الآتية من المستشعرات البيئية. بعض التطبيقات كما يلى:
•	آلات تصوير الفيديو: استشعار حركة الأشياء التي تقوم الكاميرا بتصويرها وأيضا أي اهتزاز من قبل الكاميرا.
•	السيارات: توفير إمكانية التحكم في السرعة cruise control حيث تقوم دائرة المنطق الضبابى بحساب التسارع والتحكم في أثر حقن المزيد من الوقود أو تشغيل الفرامل.
•	تكييف الهواء: القيام بتخفيض الحرارة تدريجيا حتى الوصول إلى المستوى المراد.
•	غلايات السفن: مراقبة درجة الحرارة والضغط والمحتوى الكميائي للمحافظة على الاستقرار
•	الغسالات: مراقبة الحِمل نوعية الأنسجة وكمية المنظف لتحقيق الأمثلية optimize the cycle في دورة الغسل.